# Chang-Rae Lee
 (avril 2019).
Si vous disposez d'ouvrages ou d'articles de référence ou si vous connaissez des sites web de qualité traitant du thème abordé ici, merci de compléter l'article en donnant les références utiles à sa vérifiabilité et en les liant à la section « Notes et références ».
Pour les articles homonymes, voir Lee.
Œuvres principales
- Le Ciel de Long Island
- Les Vulnérables

Chang-Rae Lee, né le 29 juillet 1965 à Séoul en Corée du Sud, est un écrivain américain et professeur à l'université de Princeton.

## Biographie
Né en Corée du Sud, Chang-Rae Lee, âgé de trois ans, émigre avec sa famille aux États-Unis. Son père est alors un résident en psychiatrie et, plus tard, il est psychiatre dans le comté de Westchester (État de New York. Le jeune Chang-Rae reçoit l'éducation d'un jeune américain de banlieue cossue. Il fréquente la Phillips Exeter Academy de Exeter, au New Hampshire. Il entre ensuite à l'université Yale où il obtient un baccalauréat en anglais en 1987. 
Après avoir travaillé comme analyste d'actions à Wall Street pendant un an, il s'inscrit à l'université de l'Oregon. Avec le manuscrit de Langue natale (Native Speaker) comme thèse, il obtient une maîtrise en beaux-arts en 1993. Il devient ensuite professeur adjoint d'écriture créative dans la même l'université. 
Le 19 juin 1993, il épouse l'architecte Michelle Branca, avec qui il a deux filles. 
Le succès de son premier roman, Langue natale (Native Speaker), paru en 1995, l'incite à accepter un poste de professeur d'écriture créative déménager à l'université de la ville de New York, puis à l'université de Princeton.
Il obtient une bourse Guggenheim en 2000.

## Romans
- Native Speaker (1995) Publié en français sous le titre Langue natale, traduit par Lazar Bitoun, Paris, éditions de l'Olivier, 2003  (ISBN 2-87929-256-5)
- A Gesture Life (1999) Publié en français sous le titre Les Sombres Feux du passé, traduit par Jean Pavans, Paris, éditions de l'Olivier, 2001  (ISBN 2-87929-255-7) ; réédition, Paris, Seuil, coll. « Points. Roman » no 1037, 2002  (ISBN 2-02-056234-0)
- Aloft (2004) Publié en français sous le titre Le Ciel de Long Island, traduit par Jean Lineker, Paris, éditions de l'Olivier, 2006  (ISBN 2-87929-459-2)
- The Surrendered (2010) - finaliste du prix Pulitzer 2011 Publié en français sous le titre Les Vulnérables, traduit par Marc Amfreville, Paris, éditions de l'Olivier, 2013  (ISBN 978-2-87929-751-4)
- On Such a Full Sea (2014)

## Autre publication
- Coming Home Again (2016)